# Ingali, Chikodi
Ingali là một làng thuộc tehsil Chikodi, huyện Belgaum, bang Karnataka, Ấn Độ.